# 松花湖

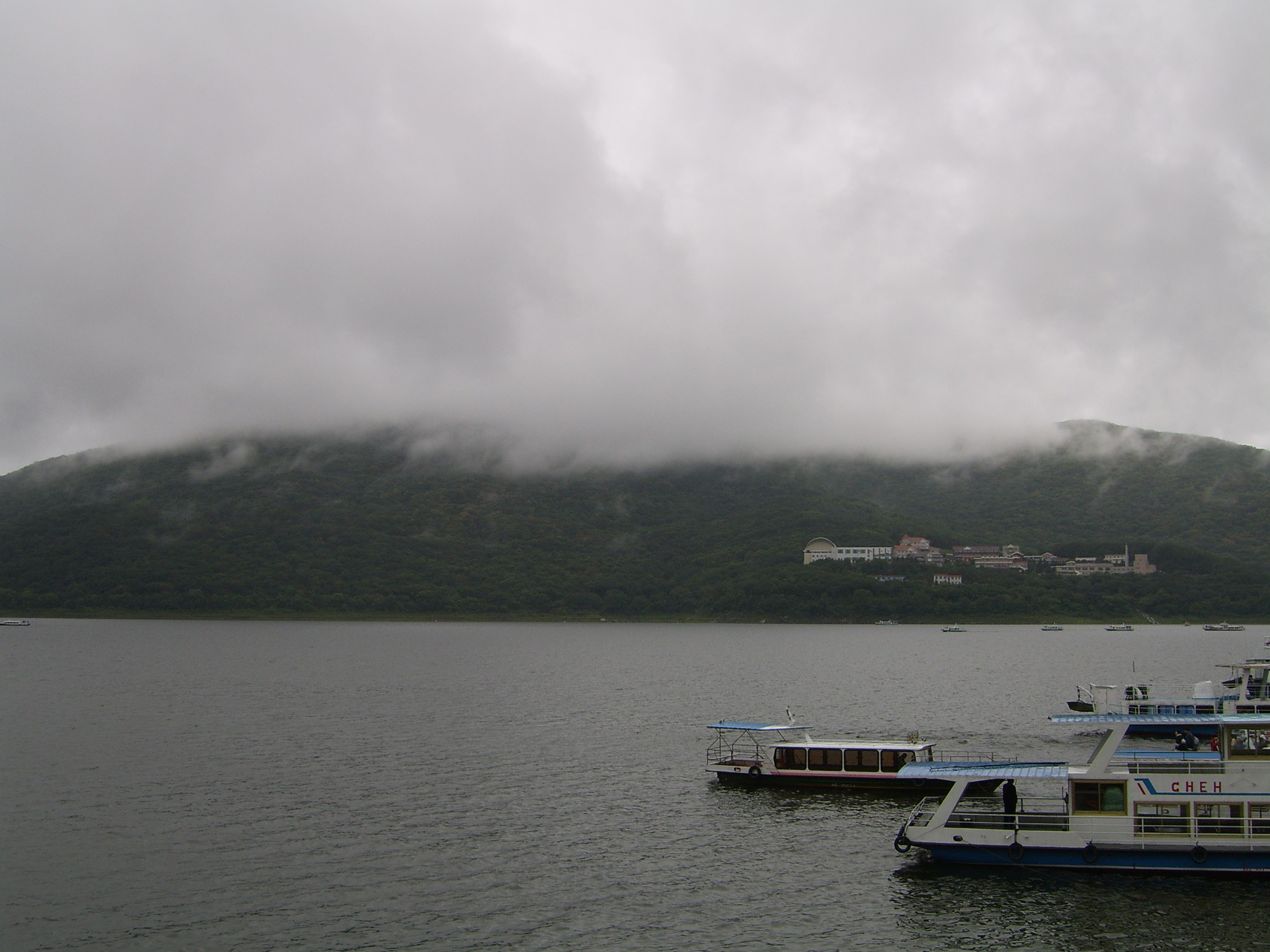
雨中の松花湖

松花湖（しょうかこ）は、中華人民共和国吉林省吉林市郊外の松花江上流にある吉林省最大の湖である。長白山から流れる第二松花江を水源とする。満洲国時代の1937年に着工、1942年に完成した豊満水力発電所によって松花江の水を堰き止めた人工湖である。湖面面積は550平方キロメートル、最大貯水量は108億立方メートルである。湖の形は細長く、周囲を峻険な山々に囲まれた風光明媚な湖である。松花湖は1988年に中華人民共和国国務院によって国家重点風景名勝区に指定された。